# Зварич, Ирина Михайловна
Ирина Михайловна Зварич (укр. Ірина Михайлівна Зварич; 8 мая 1983, Чернигов) — украинская футболистка, вратарь российского клуба «Звезда-2005». Выступала за сборную Украины.

## Биография
Родом из Чернигова. Отец — высотник-монтажник, ранее футболист-любитель, игрок Второй лиги СССР. Мать — воспитательница в детском саду, ранее работала на текстильном комбинате. Есть также старший брат Роман, ныне шеф-повар ресторана в Испании. Футболом увлекалась с раннего детства, играя часто с братом и соседскими детьми. Родители пытались отдать девочку в школу художественной гимнастики, но Ирина настояла на своём и предпочла заниматься футболом. Вратарские перчатки надела впервые в возрасте шести лет.
В девять лет записалась в футбольную секцию, причём стала единственной ученицей школы, которая решилась пойти туда (никто из мальчиков не записывался в секцию). Через год переехала в Донецк, несмотря на возражения родителей: в спортивном интернате провела около двух лет. Первым тренером был Олег Анатольевич Трухан. Ирина была самым молодым игроком в команде, причём позицию вратаря заняла сразу же. В 12 лет она вернулась с командой в Чернигов, а через год получила первую премию за выступления.

### Клубная карьера
Со временем родители смирились с выбором Ирины и стали во всём её поддерживать. Вскоре Ира стала вратарём команды «Легенда» из Чернигова, будучи сначала в третьем составе. В возрасте 18 лет она дебютировала в основной команде уже как полноценный игрок основного состава, а также провела первый матч за сборную Украины. В 2002 году она отправлялась даже в Азербайджан выступать за бакинский клуб «Гемрюкчю». В возрасте 20 лет Ирина перешла в российскую команду «Энергия» из Воронежа, где стала играть не на позиции вратаря, а на позиции правого защитника, что многие восприняли с удивлением. Впрочем, Ирина справилась со своей задачей и в том сезоне была признана лучшим игроком своего амплуа — лучшим правым защитником. 20.07.2004 в матче Лиги Чемпионов против македонской команды ZFK Skiponjat Ирина забила 3 мяча.
После расформирования воронежской команды Ирина получила предложения от подмосковной «Россиянки» и команды «Тольятти». Она выбрала первый вариант и стала вратарём в подмосковной команде. Начало года выдалось неудачным: Ирина получала регулярно многочисленные травмы и к 2006 году рисковала вообще остаться в резерве, но психологическая поддержка команды помогла ей справиться. С 2007 по 2012 годы Ирина была основным вратарём клуба, выиграв четырежды чемпионат России и пять раз завоевав Кубок России.
31 декабря 2012 Ирина подписала полугодовой контракт с французской командой «Жювизи».
С 2015 года выступает за российский клуб «Звезда-2005». Неоднократная чемпионка (2015, 2017) и призёр чемпионата, обладательница Кубка России (2015, 2016, 2018, 2019)

### Карьера в сборной
В сборной Украины Ирина выступала с 2000 по 2018 года. Первым крупным турниром для неё стал чемпионат Европы 2009 года в Финляндии.

## Личная жизнь
Ирина изучает французский язык.

## Достижения

### Командные
- Чемпион России: 2005, 2006, 2010, 2011/12, 2015, 2017
- Обладатель Кубка России: 2005, 2006, 2008, 2009, 2010, 2015, 2016, 2018, 2019
- Обладатель Кубка Албены (Болгария): 2006

### Личные
- Футболистка года на Украине (2): 2012, 2013